# ヒュペーリオン

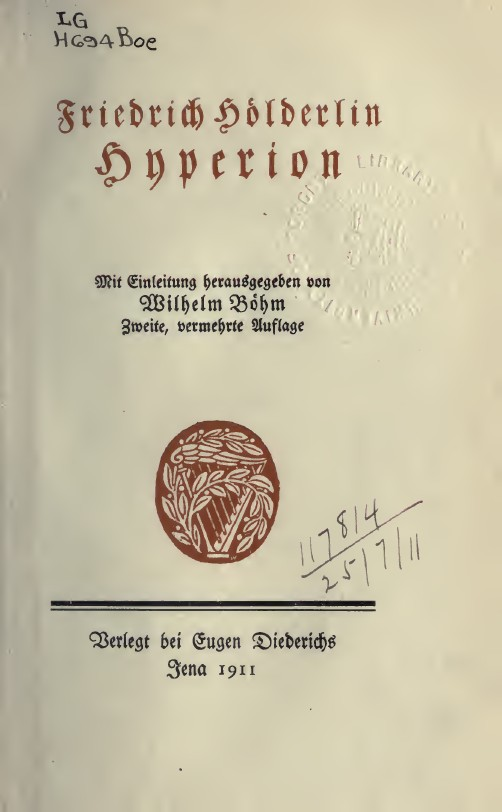
Hyperion

『ヒュペーリオン』（Hyperion）は、フリードリヒ・ヘルダーリンの書簡体小説。二部からなり、第一部は1797年に、第二部は1799年に発行された。ギリシャの一青年が祖国解放戦争や女性への愛などを経て祖国の自然に目覚めるまでを描く物語である。ヘルダーリンの唯一の小説作品。正式な題は『ヒュペーリオン、あるいはギリシャの世捨て人（Hyperion oder Der Eremit in Griechenland）』。

## あらすじ
第一部は主人公のヒュペーリオンがドイツの友人に宛てた手紙という形を取り、第二部は同じ友人への手紙や恋人ディオティーマへの手紙から成っている。青年ヒュペーリオンは教師や友人との出会いから祖国ギリシャの歴史に目覚め、またギリシア的な美を体現する女性ディオティーマに情熱的な愛をささげる。そして恋人の制止を振り切ってトルコの圧制から祖国を救うため解放戦争に参加し戦果を収めるが、民衆の暴挙に失望し、その後の負傷によって軍役を退く。しかし帰国する頃には恋人ディオティーマは彼への思いがもとで死去していた。絶望に陥った彼は祖国を出てドイツに旅するが、ここでも文化の荒廃を目にしたことから、祖国の自然とともに生きる決意をして帰郷する。

## 作品背景
作品は1792年から書き始められ、何度も改稿を重ねている。その間ヘルダーリンは家庭教師先の女性ズゼッテ・ゴンタルト（de:Susette Gontard）夫人と出会って恋愛関係を持っており、彼女をディオティーマ（これはプラトンの『饗宴』に登場する、ソクラテスに愛の本質を示したマンティネイアの女性祭司の名から取られている）と呼んで小説の中のディオティーマのモデルにしている。

## 影響
フリードリヒ・ニーチェは青年時代に本作品を愛読しており、『ツァラトゥストラかく語りき』にも影響を与えている。また三島由紀夫も愛読者で、自身の代表作『潮騒』で「協同体意識に裏附けられた唯心論的自然」を描こうとした際に、『ヒュペーリオン』の「観念的な心象の自然描写」も念頭に置かれていたことを『小説家の休暇』で語っている。
ヨハネス・ブラームスは、本作中の詩による合唱曲『運命の歌』作品54を1868年から1871年にかけて作曲している。

## 日本語訳
- ヒュペーリオン（渡辺格司訳、岩波文庫、1936年、復刊1988年ほか）
- ヒュペーリオン（吹田順助訳、新潮文庫、1951年）
- ヒュペーリオン（手塚富雄訳、『ヘルダーリン全集 3』河出書房新社、1966年、復刊2007年）
- ヒュペーリオン（野村一郎訳、〈世界文学全集20〉講談社、1977年）
- ヒュペーリオン　ギリシアの隠者（青木誠之訳、ちくま文庫、2010年）